# Александровський Іван Федорович

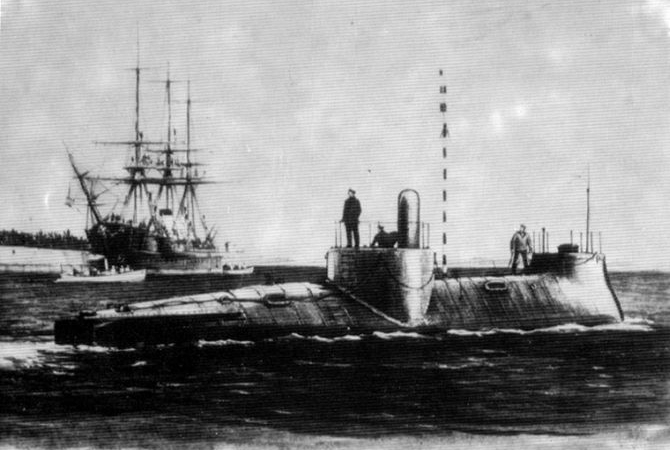
Підводний човен Александровського (фотографія)

Іван Федорович Олександровський (1817, Митава,  — 1894, Санкт-Петербург
) — російський художник, фотограф, інженер і винахідник.

## Біографія
З дитячих років виявляв здібності до живопису і досяг великих успіхів. У 1835 році після закінчення реального училища приїхав у столицю, все його подальше життя і діяльність пов'язана з Петербургом.
У 1837 році І. Олександровський виставив на виставці, що проводила Петербурзька академія мистецтв, чотири види (з натури): «Табір на горі Турга-Даг при облозі фортеці Чох в 1849 р.», «Розорений аул Ташкутур в Дагестані», «Аул Карабурдакен» і «Гора Ельбрус поблизу Кисловодська». Роботи молодого художника помітили і присвоїли йому звання художника (некласного), що дозволило йому стати викладачем малювання і креслення спочатку в Митаві, потім у приватній гімназії в Петербурзі.
На початку 1850-х років він відкрив «власний фотографічний заклад р. Олександровського» і досяг у новій справі великих успіхів, виготовив дослідні зразки фотографічних апаратів. В 1852 році він запропонував апарат для отримання стереофотографій.
У 1854 році майстру живописного цеху В. Олександровському Департаментом торгівлі й мануфактур було видано привілей на «апарат для зняття потрібних для стереоскопа двох зображень в один і той же час і однією й тією ж машиною». На фотографічній виставці у Петербурзі в 1889 році І. Ф. Олександровський експонував перші в Росії стереоскопічні знімки, які він зробив своїм апаратом ще в 1852 році.
З часом стає настільки відомий в Петербурзі, що його запрошують до двору. В. Ф. Олександровський робить портрети імператора Олександра II, членів його сім'ї та наближених. У 1859 стає одним з перших у Росії російських придворних фотографів.
Першим в Росії в 1861—1862 спроектував підводний човен з механічним двигуном (конструкції професора С. І. Барановського), який працював на енергії стисненого повітря. Човен був побудований в 1864—1866 на Балтійському суднобудівному заводі в Петербурзі, мав на озброєнні дві міни, пов'язані між собою тросом і прикріплені до корпусу. Човен успішно пройшов ходові випробування і в 1868 з екіпажем з 23 осіб під командою капітана 1 рангу А. Н. Андрєєва протягом 17 годин перебував під водою на глибині близько 10 м.
У 1865 Олександрівський розробив проект першої в світі торпеди, що управлялася автоматично. Після вдосконалення вона була виготовлена в 1871—1874 в майстернях Старого Адміралтейського заводу.
У вересні 1866 підводний човен в Кронштадті відвідав Олександр II. Царя супроводжували великі князі й численна світа від російського флоту. Спустившись в човен, государ з цікавістю знайомився з пристроєм. Пояснення давав винахідник. «Надзвичайно розумно придумано», — сказав цар і висловив надію, що човен ще «вдасться вдосконалити». Творчість В. Ф. Олександровського зробила величезний вплив на розвиток не тільки вітчизняного, але й світового підводного кораблебудування.
У 1877 році В. Олександровський розробив автономне водолазне спорядження на стислому повітрі. Він спробував втілити його як чисто диверсійний засіб підводної війни під назвою «Підводний тарантас». Транспортуючи за собою візок, завантажений балонами зі стислим повітрям, і вибухівку, водолази могли перебувати під водою майже 3 години. Однак далі створення дослідного зразка й успішного його випробування проект не пішов. Олександрівський також винайшов пристрій для підйому затонулих суден і пошкоджених підводних човнів на основі надувних шкіряних мішків (прототип сучасних м'яких понтонів).
У кінці життя витративши всі свої кошти на винаходи, В. Олександровський повністю розорився. Звернення до влади залишилися без відповіді. Важко хворого В. Олександровського помістили в одну з лікарень для бідних в Петербурзі. У 1894 році у віці 77 років, всіма забутий і покинутий, Іван Федорович Олександровський пішов з життя.
Був нагороджений орденом Святого Володимира 3-го ступеня.

## Художня спадщина

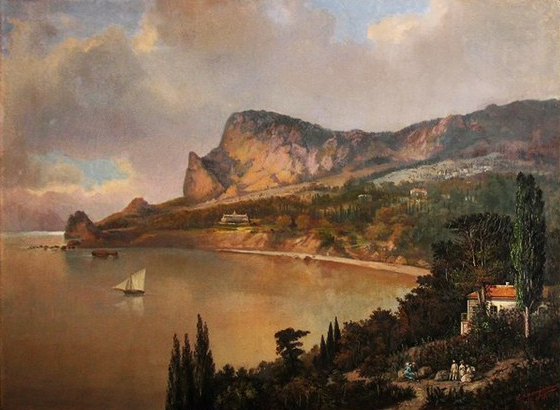
Південний берег Криму. Сімеїз. Гора Кішка. 1887 р.
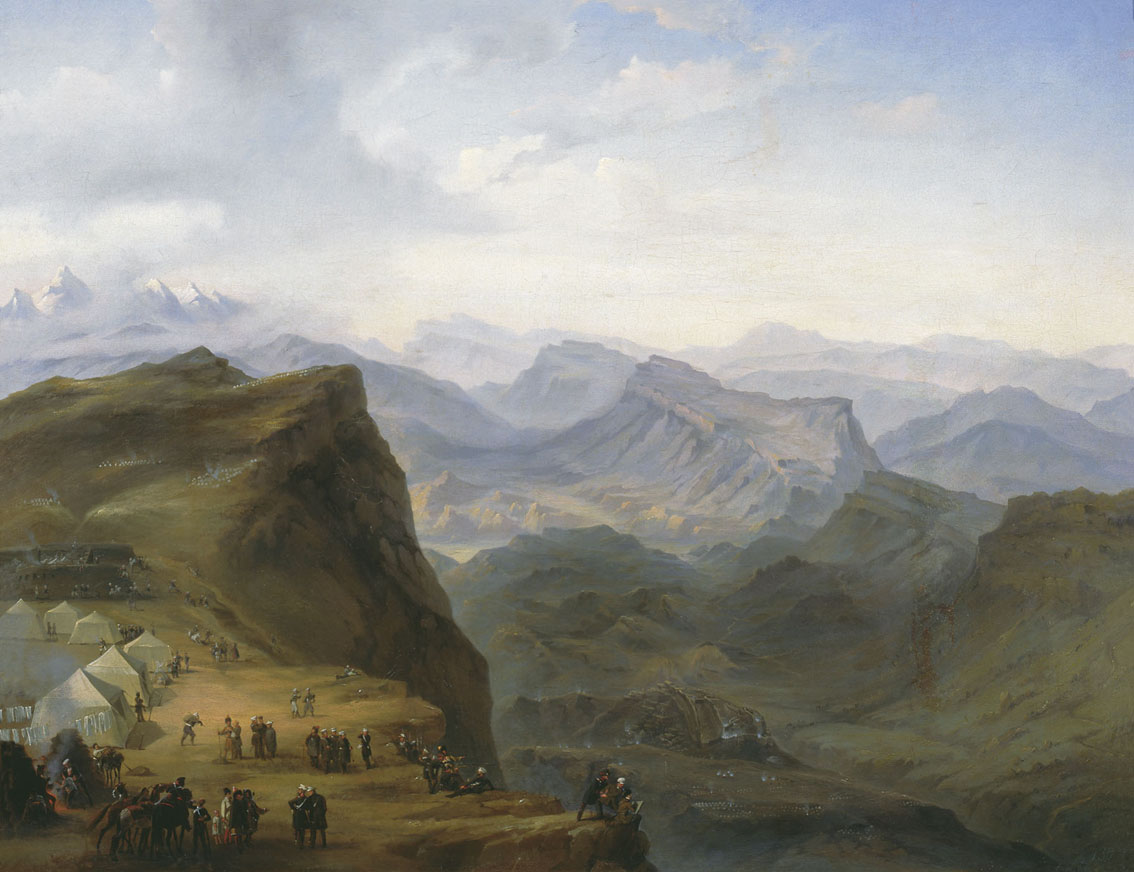
Російський табір під Гунибом. 1895 р.
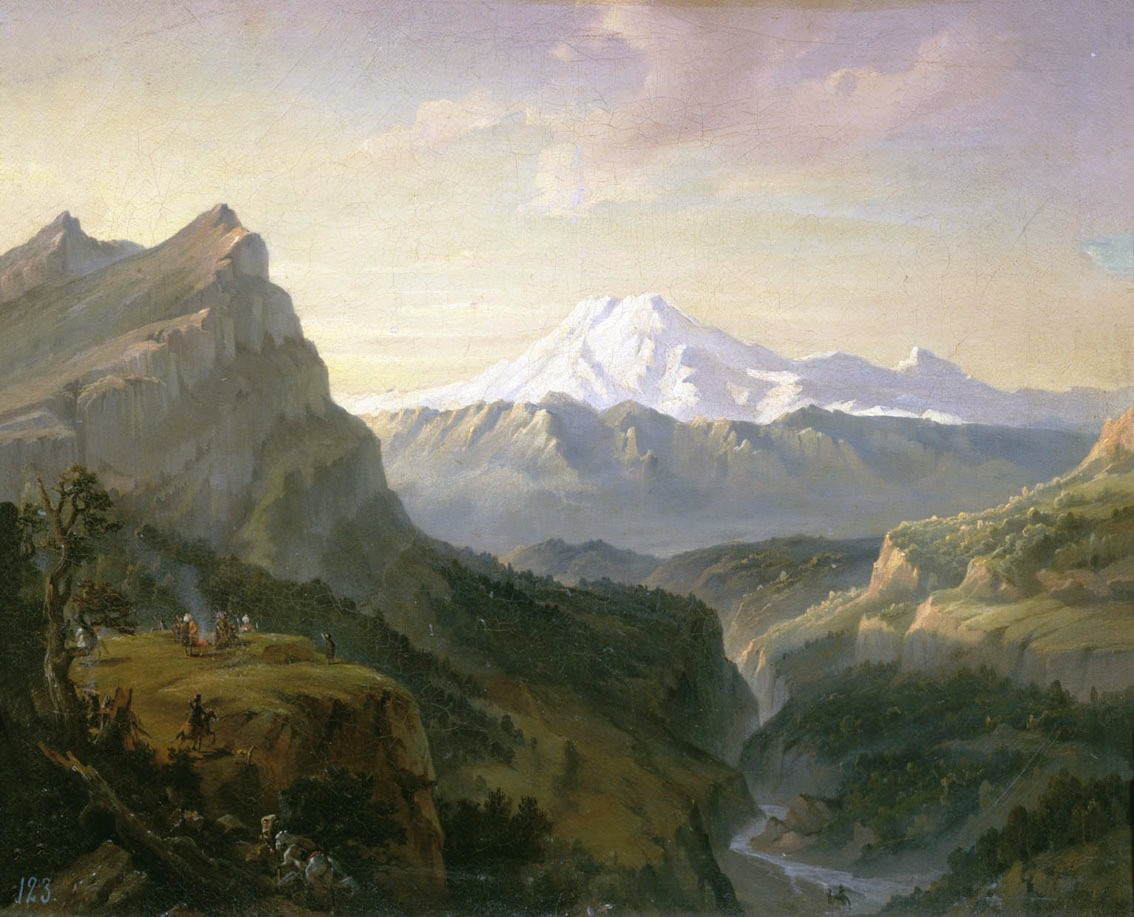
Вид Гуніба. Кінець XIX століття.

## Джерело
- Волинець А. Російська торпеда. Успіхи й невдачі першого у світі підводного човна з торпедним зброєю [Архівовано 8 липня 2017 у Wayback Machine.]